# Illumination Entertainment
Illumination Entertainment is een Amerikaanse animatiefilmproductiemaatschappij, opgericht in 2007 door Chris Meledandri en is een dochteronderneming van Universal Studios die tevens de producties financiert en distribueert. De filmproductiemaatschappij is gevestigd in Santa Monica (Californië). Het bedrijf is voornamelijk bekend om de succesvolle filmreeks Despicable Me, inclusief de spin-off Minions en de films The Secret Life of Pets en Sing.
Oprichter Chris Meledandri was daarvoor nog kort werkzaam als president van 20th Century Fox Animation en verliet het bedrijf in 2008 voor de oprichting van Illumnation Entertainment in samenwerking met NBC Universal dat onderdeel is van Universal Studios. Het bedrijf produceert één of twee films per jaar. Universal is mede-eigenaar en verdeler van de films (distributeur) en waarbij Illumination de creatieve controle behoudt als een onafhankelijke productiebredrijf. De opbrengst van de film Minions was met ruim 1.1 miljard Amerikaanse dollar de meest succesvolle animatiefilm van Illumination. In 2019 bracht in de Verenigde Staten de film The Secret Life of Pets na Jurassic World en Jurassic World: Fallen Kingdom het meest op van alle Universal films.

## Speelfilms
| Jaar | Titel                       | Budget        | Opbrengst       | Opbrengst    | Opbrengst   |
| Jaar | Titel                       | Budget        | Wereldwijd      | Nederland    | België      |
| ---- | --------------------------- | ------------- | --------------- | ------------ | ----------- |
| 2010 | Despicable Me               | $ 69 miljoen  | $ 543.113.985   | $ 5.177.497  | $ 3.789.377 |
| 2011 | Hop                         | $ 63 miljoen  | $ 183.953.723   | $ 979.031    | $ 579.319   |
| 2012 | Dr. Seuss' The Lorax        | $ 70 miljoen  | $ 348.840.316   | $ 2.477.417  | $ 734.543   |
| 2013 | Despicable Me 2             | $ 76 miljoen  | $ 970.761.885   | $ 10.669.906 | $ 5.186.485 |
| 2015 | Minions                     | $ 74 miljoen  | $ 1.159.398.397 | $ 14.967.100 | $ 8.872.257 |
| 2016 | The Secret Life of Pets     | $ 75 miljoen  | $ 875.457.937   | $ 9.005.205  | $ 4.920.463 |
| 2016 | Sing                        | $ 75 miljoen  | $ 634.151.679   | $ 9.283.875  | $ 4.374.552 |
| 2017 | Despicable Me 3             | $ 80 miljoen  | $ 1.034.799.409 | $ 11.892.805 | $ 6.658.997 |
| 2018 | Dr. Seuss' The Grinch       | $ 75 miljoen  | $ 511.595.957   | $ 5.581.451  | $ 3.752.087 |
| 2019 | The Secret Life of Pets 2   | $ 80 miljoen  | $ 430.051.293   | $ 6.253.192  | $ 3.026.291 |
| 2021 | Sing 2                      | $ 85 miljoen  | $ 408.909.929   | $ 5.890.481  | $ 3.926.922 |
| 2022 | Minions: The Rise of Gru    | $ 85 miljoen  | $ 939.628.210   | $ 11.908.523 | $ 6.072.849 |
| 2023 | The Super Mario Bros. Movie | $ 100 miljoen | $ 1.319.554.025 | n.n.b.       | n.n.b.      |
| 2023 | Migration                   | $ 6.4 miljoen | $ 6,389,000     | n.n.b        | n.n.b       |
| 2024 | Despicable Me 4             | $ 100 miljoen | $100,114,325    | n.n.b        | n.n.b       |